# Georges Moens de Fernig
Georges Florent Marie Auguste graaf Moens de Fernig (Luik, 28 augustus 1899 - Zelem, 16 augustus 1978) was een Belgisch bankier, industrieel, bestuurder en politicus.

## Biografie
Georges Moens de Fernig was de zoon van Albert Moens en Laure Fournier. Hij trouwde in 1924 met Georgette Baës (1906-1930) en in 1932 met Christiane van der Wallen de Fernig (1913-2000). Met zijn tweede vrouw had hij vier kinderen. In 1934 bekwam hij de vergunning om 'de Fernig' aan zijn familienaam toe te voegen. Hij bezat een ijzergieterij in Zelem. 
In 1946 werd hij extraparlementair minister van Ravitaillering in de regering-Spaak II, van 1947 tot 1948 minister van Ravitaillering en Invoer in de regering-Spaak III en van 1948 tot 1949 minister van Buitenlandse Handel in de regering-Spaak IV. Hij werd tevens aangeduid als de coördinator voor de uitvoering van het Marshallplan in België. 
In 1949 werd hij in de erfelijke adelstand opgenomen met de overdraagbare titel van baron. In 1959 werd hem de overdraagbare titel van graaf toegekend. In 1951 werd hij commissaris-generaal van de regering bij de Wereldtentoonstelling (Expo 58). In 1959 werd de Carnegie Wateler Vredesprijs aan hem toegekend. 
Hij doorliep vervolgens een bankiersloopbaan bij de Bank Lambert en bij de Generale Bank. In 1965 werd hij aangesteld als voorzitter van Fabrimetal in opvolging van Félix Leblanc. Zelf werd hij in deze hoedanigheid opgevolgd door Marc Verhaeghe de Naeyer in 1971. Voorts was hij consul-generaal van Honduras, bestuurder van de Stichting Paul-Henri Spaak en erevoorzitter van de kamer van koophandel Brussel. Van 1950 tot 1973 was hij bestuurder van de Delhaize Groep.